# Мокин, Борис Иванович
Борис Иванович Мокин (род. 3 января 1943, Старые Бабаны, Киевская область) — советский и украинский учёный, доктор технических наук, профессор; действительный член Национальной академии педагогических наук Украины (НАПНУ, 1992).
Автор более 350 научных работ, опубликованных в том числе за рубежом, а также более 60 изобретений.

## Биография
Родился 3 января 1943 года в селе Старые Бабаны Уманского района Киевской области Украинской ССР.
Когда учился в школе, проживал в селе Нестеровка Маньковского района Киевской области, куда после окончания Уманского педагогического училища была распределена на работу учительницей его мать. Здесь окончил в 1957 году семилетку. После окончания с серебряной медалью средней школы Борис пошел работать электриком на сахарный завод в городе Жашков Черкасской области. В декабре этого же года, поработав на сахарном заводе короткое время, по комсомольской путевке уехал на новостройки Кривого Рога. Там в течение 1960—1961 годов работал бетонщиком, монтажником-верхолазом, электросварщиком — строил вторую очередь Южного горно-обогатительного комбината, аглофабрику Новокриворожского горно-обогатительного комбината, прокатный цех «Блюминг-2» завода «Криворожсталь».
В 1961 году поступил на электротехнический факультет Криворожского горнорудного института (в настоящее время Криворожский национальный университет) и первые полтора года учился по вечерней системе, совмещая обучение с работой электрослесарем в электроремонтном цехе «Криворожстали». Окончив институт в 1966 году и получив диплом с отличием по специальности «Электропривод и автоматизация промышленных установок», Борис Мокин был оставлен в институте для научной работы на кафедре основ электротехники, работал ассистентом на кафедре основ электротехники Криворожского горнорудного института. В 1968 году поступил в очную аспирантуру при этой же кафедре, которую окончил в 1971 году и был направлен в Винницкий филиал Киевского политехнического института, на базе которого в 1974 году был создан Винницкий политехнический институт (в настоящее время Винницкий национальный технический университет) — здесь Мокин прошёл путь от ассистента до профессора, от заведующего кафедрой до ректора (1989—2010) вуза.
В 1971 году защитил кандидатскую диссертацию на тему «Исследование и разработка корректных статистических методов идентификации технологических объектов». В 1974 году получил ученое звание доцента и в 1979 году был избран заведующим кафедрой электрических систем и сетей Винницкого политехнического института. В 1984 году защитил докторскую диссертацию и в 1985 году был назначен проректором по учебно-методической работе Винницкого политехнического института. В 1989 году Борис Мокин принял участие в первых выборах ректора Винницкого политехнического института и одержал победу. Под его руководством после распада СССР Винницкий политехнический институт был реорганизован в Винницкий государственный технический университет, получивший в 2003 году статус национального.
Наряду с научно-педагогической, занимался общественной деятельностью: в 1990 году был избран народным депутатом Украины и по 1994 год совмещал исполнение обязанностей ректора Винницкого политехнического института с исполнением обязанностей народного депутата сначала Верховного Совета УССР 12-го созыва, а после 1991 года — Верховной рады Украины 1-го созыва, где исполнял обязанности главы подкомиссии по высшему образованию парламентской Комиссии по вопросам народного образования и науки. В 1986—1990 годах являлся членом КПСС.
Награждён двумя золотыми медалями Международных выставок изобретений (IFIA, 1994 и 1997) и орденом «За заслуги» ІІІ степени (2000); удостоен почетного звания «Заслуженный деятель науки и техники Украины» (1995) и знака Верховной Рады Украины «30 лет Акта провозглашения независимости Украины» (2021).